# Heritage Woods
Heritage Woods est une communauté située dans la province d'Alberta, dans le comté de Rocky View.